# Мелко Чингрија
Мелкиор П. Чингрија (Дубровник, 14. април 1873 — Дубровник, 8. децембар 1949) био је српски политичар из Далмације и гувернер Народне банке Краљевине Југославије.

## Породица
Рођен је у угледној дубровачкој грађанској породици од оца Петра-Пере М. Чингрије (1837-1921), тј. итал. Pietro Antonio Gaetano Cingria и мајке Маре Чингрија (1836-1899), рођене Натали, тј. итал. Maria Gaetana Girolama de Natali, која је потицала из једне од најугледнијих српских (католичких) породица у Дубровнику.
Пуно име било му је Мелкиор Гашпар Балтазар Антун Чингрија (итал. Melchiorre Gaspare Baldassarre Antonio Cingria).
Мелко је имао и две старије сестре Клару Габријелу Марију Гајетану Чингрију (1867-19??), тј. итал. Chiara Gabriele Maria Gaetana Cingria (удату у породицу Малешевић) и Јелену-Јелку Марију Ану Чингрију (1870-1953), тј. итал. Elena Maria Anna Cingria (удату у породицу Велзек).
Мелко Чингрија је као и већина дубровачких Срба био католичког верског опредељења.

## Образовање
Након завршене основне школе и гимназије у родном граду, наставио је студије у Грацу. У Грацу је дипломирао и докторирао право, а седмогодишњу адвокатску праксу (1896-1903) провео је у адвокатској канцеларији свога оца и у дубровачким судским установама (котарском и окружном суду), да би од краја 1903. године почео да ради као самостални адвокат.

## Брак
Оженио се 1. децембра 1900. године Иванком Ћурлица (1878-1926).

## Политичка каријера
У политици, следио свог оца, идући његовим стопама (на почетку своје политичке каријере), те је попут њега био члан далматинске Народне странке, а од 1903. до 1908. године посланик је Далматинског сабора у Задру и од 1911. до 1918. године Царског већа у Бечу.
Такође, од 1911. до 1914. године обавља функцију начелник дубровачке општине и још једном од 1919. до 1920. године.
Као начелник дубровачке општине увек је помагао локално српско (соколско) Гимнастичко друштво „Душан Силни“ (основано је 1907. године) које је од старта у својим редовима имало више од 150 Дубровчана (Срба католика), на чијем је челу био старешина др Матија-Мато Грацић (1865-1944), као и нешто касније формирану хрватску Соколску жупу „Гундулић“ (основану 1909. године) на чијем челу је био Јосип Онискиевич (18??-1915), мада је она имала само 6 чланова (а на врхунцу рада 20 чланова) у Дубровнику.
Иако евидентиран код аустријских полицијских власти др Мелко Чингрија је са др Матом Грацићем дошао 27. маја 1914. године (по старом календару) на откривање споменика Доситеју Обрадовићу у Београд.
Недељу дана после сарајевског атентата 28. јуна 1914. године, на аустроугарског престолонаследника, Мелко је скинуо хрватску заставу са зграде дубровачке општине (где је у то време био начелник).
Аустроугарске власти хапсе Мелка у ноћи између 25. и 26. јула 1914. године, као носиоца »великосрпског покрета«, а већ од 27. јула 1914. године, он се налази у тамници Судбеног двора I степена у Шибенику.
Ухапшен је заједно са другим виђенијим Србима католицима из Дубровника, међу којима се истичу: гроф Иво К. Војновић (1857-1929), маркиз Луко Бунић/Бона (1863-1940), члан управе Гимнастичког друштва „Душан Силни“, још један племић др Иван Т. Гризогоно (1871-1945), српски политичар из Цавтата и саветник Покрајинског суда (Задарски окружни суд), те адвокат др Стијепо Кнежевић (1870-1950), стручњак за поморство и посланик са српске листе, Кристо П. Доминковић (1877-1946), уредник гласила Срба католика „Дубровник“ и члан управе Гимнастичког друштва „Душан Силни“, Франо/Фрањо Кулишић (1885-1915), секретар Књижевног одбора „Матице српске“ у Дубровнику (период: 1913-1915), секретар Просветно-привредног друштва „Српска зора“ и потстароста Гимнастичког друштва „Душан Силни“, др Антун Пуљези (1858-1927), председник Управног одбора „Српске банке у Приморју“ и председник председништва Српске народне странке на Приморју, сликар Марко Игњат-Инко Јоб (1895-1936), ...итд.
Из тамнице у Шибенику, Мелко је пребачен у Марибор, одакле је потом интерниран у аустријско место Гринау, али је убрзо потом мобилисан у аустроугарску војску (од краја 1915. године, до маја 1917. године), а од маја 1917. године учествује у раду Царског већа у Бечу. Он је 1917. године председник општине Дубровник и народни посланик за изборни срез Макарска - Метковић.
Мелко је био један од потписника Бечке декларације (од 30. маја 1917. године) Југословенског клуба у Аустроугарском парламенту, као и Женевски споразум (од 9. новембра 1918. године).
Скупу у Женеви су присуствовали представници Краљевине Србије (1882-1918), Народног већа из Загреба и Југословенског одбора са централом у Лондону.
Од стране Срба, Споразума су поред др Мелка Чингрије такође потписали и Никола П. Пашић (1845-1926), Марко Н. Трифковић (1864-1928), др Душан Васиљевић (1870-1951), Милорад Драшковић (1873-1921), Јован Бањанин (1874-1960), др Војислав Д. Маринковић (1876-1935) и др Никола Стојановић (1880-1964) а испред Словенаца Густав Ј. Грегорин (1860-1942), Антон Корошец (1872-1940) и Грегор Жерјав (1882-1929), док је испред Хрвата потписник био Анте Трумбић (1864-1938).
 
Народно веће Срба, Хрвата и Словенаца из Загреба представљали су делегати: А. Корошец, М. Чингрија и Г. Жерјав
Југословенски одбор: Г. Грегорин, А. Трумбић, Ј. Бањанин, Д. Васиљевић и Н. Стојановић
 
Владу Краљевине Србије представљао је: Н. Пашић (председник владе)
Народну скупштину Краљевине Србије представљали су посланици: М. Трифковић, М. Драшковић и В. Маринковић
Пашић је због неприхватања закључака овог Споразума (у сопственог влади), односно под притиском присталица Стојана М. Протића (1857-1923), био принуђен да 4. новембра 1918. године обавести учеснике конференције у Женеви да је Србија одустала од постигнутог споразума.
Чингрија после овог догађаја постаје поборник националних идеја Николе Пашића. Формално се учлањује у српску Народну радикалну странку тек 1926. године. Носилац је радикалске листе пред општинске изборе у Дубровнику 1926. године.
Мелко је од 1931. године у Београду обављао функцију вицегувернера Народне банке Краљевине Југославије (1929-1945), а једно време је био на положају в.д. гувернера (април 1934. - фебруар 1935.). Изабран је 1940. године за сенатора Краљевине Југославије. Одликован је 1924. године Орденом Св. Саве III степена. Као дубровачки адвокат одликован је 1927. године Орденом Белог Орла V реда. У Дубровнику је био председник Трговачке коморе.
За разлику од свог оца, Мелко је себе сматрао Србином, а још пре смрти оца започиње и отворену борбу против покушаја историјско-политичког похрваћења Дубровника. Приликом писања, као своје писмо користио је ћирилицу.
Др Мелко Чингрија је био велики противник извлачења града Дубровника из политичко-географског састава Зетске бановине (1929-1941) и припајања истог новоуспостављеној Бановини Хрватској (1939-1941).
Револтиран овим потезом намесника кнеза Павла А. Карађорђевића (1893-1976), Чингрија је написао брошуру (на 23 стране) „Дубровник и хрватско питање“ (1939) у којој негира било какав хрватски карактер Дубровника.
Уочи почетка Другог светског рата (1941-1945), поновно долази у Дубровник, где је (после окупације 1941. године) био ухапшен од Италијана и затворен у Сплиту, у коме је остао и по пуштања из затвора, све до ослобођења земље.
У његовој заоставштини налазе се и његови мемоари.
Мелко је умро у Дубровнику 8. децембра 1949. године.

## Документа – извори
- Статистички подаци објављени у листу-календару „Dubrovnik“ 1897. године.
Како стоји на страни 68., у тексту испод табеле („Po manama“), то је попис становништва из 1890. године, у који је укључена и војна посада.
 Календар је био за наредну 1898. годину, а уређивао га је Антун Фабрис (период: 1897—1903), дубровачки Србин католик.
- Упоредни статистички подаци објављени у листу-календару „Dubrovnik“  из 1901. године.
Упоредни преглед пописа становништва из 1890. и 1900. године.
Календар је био за наредну 1902. годину.
- Опис илустрације:
 Насловна страна новина „Хрватска мисао“ од 3. августа 1914. године, са списком ухапшених Срба у Далмацији.
- Опис илустрације:
Детаљ насловне стране новина „Хрватска мисао“ од 3. августа 1914. године, са списком ухапшених Срба у Далмацији.